# Казарма (Кушнаренковский район)
Казарма (баш. Ҡаҙарма) — село в Кушнаренковском районе Башкортостана, входит в состав  Старотукмаклинского сельсовета.

## Население
| 2002 | 2009 | 2010 |
| ---- | ---- | ---- |
| 524  | ↗580 | ↘510 |

Национальный состав
Согласно переписи 2002 года, преобладающие национальности — татары (48 %), башкиры (45 %).

## Географическое положение
Расстояние до:
- районного центра (Кушнаренково): 29 км,
- центра сельсовета (Старые Тукмаклы): 8 км,
- ближайшей ж/д станции (Уфа): 52 км.

## История
Д. Казарма (Новая деревня) возникла в 1761 г., когда тептяри были припущены, а мишари купили землю у башкир-каршинцев. В 1816 г. было 104 мишаря и 219 тептярей. Через 18 лет первых насчитывалось 175, вторых — 232 человека. В 1859 г. взято на учет 688 жителей. 1202 человека при 215 дворах было в 1896 г. Советская перепись 1920 г. показала только тептярей, которых было 1552 человека при 301 дворе. В 1843 г. 175 мишарей засеяли 640 пудов озимого и 1096 пудов ярового хлеба. Была мельница. Вся деревня из 54 дворов имела 181 лошадь, 515 коров, 180 овец, 120 коз.
Прихожане-мусульмане имели 2 мечети.

## Известные уроженцы
- Мустаев, Хашим Фатыхович (11 сентября 1918 — 24 декабря 2015) — артист балета, педагог-балетмейстер, заслуженный работник культуры БАССР(1988), заслуженный деятель искусств Республики Башкортостан (1999), лауреат республиканской премии им. Мажита Гафури, один из основоположников профессионального балетного искусства и башкирской народной хореографии[6][7].